# Steffen Hartkopf
Steffen Hartkopf (* 31. Januar 1964) ist ein ehemaliger deutscher Fußballspieler. In der höchsten Spielklasse des DDR-Fußballs, der Oberliga, spielte er für die BSG Sachsenring Zwickau.

## Sportliche Laufbahn
Zum ersten Mal tauchte Steffen Hartkopf Anfang der 1980er-Jahre im überregionalen Männerfußball der DDR auf. Bei der Betriebssportgemeinschaft Chemie Buna Schkopau, die 1981/82 aus der Erstklassigkeit abgestiegen war, bestritt er 1982/83 erste Begegnungen in der zweitklassigen Liga. Bereits als Teenager konnte sich der Fußballer in der Spielzeit 1983/84 einen Stammplatz erkämpfen. In der Saison 1984/85 lief Hartkopf für die BSG Chemie Wolfen auf, mit der er die Klasse nicht hielt. Zwischen 1985 und 1987 spielte er bei der BSG Glückauf Sondershausen.
Im Spieljahr 1987/88 trug er mit 29 Einsätzen und drei Toren zum Aufstieg der BSG Sachsenring Zwickau, der er seit Saisonbeginn angehörte, in das ostdeutschen Oberhaus bei. Dort absolvierte der Elektromonteur 1988/89 acht Punktspiele, konnte aber gemeinsam mit seinen Mannschaftskameraden den sofortigen Wiederabstieg als Tabellenvorletzter nicht verhindern. Das Debüt in seiner letztendlich einzigen Erstligaspielzeit gab Hartkopf am 1. Spieltag. Bei der 1:2-Heimniederlage gegen den lokalen Rivalen BSG Wismut Aue am 13. August 1988 stand der Oberliganovize die vollen 90 Minuten für die Elf von Trainer Udo Schmuck als Libero auf dem Platz.
Im Sommer 1989 vermeldete die gemeinsam von den Redaktionen des Deutschen Sportechos und der fuwo publizierte Saisonvorschau seinen Wechsel von Zwickau zur SG Dynamo Eisleben. Dort wurde er nach Quellenlage in Pflichtspielen in der Liga aber nicht eingesetzt und im Sommer 1990 tauchte er im vom kicker Sportmagazin herausgegebenen kicker extra vor der finalen Spielzeit von DDR-Oberliga und Liga wieder im Aufgebot der Zwickauer auf, ohne explizit als Neuzugang vermerkt worden zu sein. In der letzten eigenständigen Saison des ostdeutschen Zweitligafußballs wurde er bis zum Jahresende in sechs Partien der Westsachsen eingesetzt, in denen ihm ein Treffer gelingt. Nach dem Jahreswechsel 1990/91 verlor sich seine Spur im höherklassigen Fußball.

## Weiterer Werdegang
Beim Reichenbacher FC agierte er 2016 als Interimstrainer, später als sportlicher Leiter.